# Carlos Solis
Pour les articles homonymes, voir Solis.
Carlos Solis est un personnage fictif du feuilleton Desperate Housewives, interprété par Ricardo Antonio Chavira.

## Avant la série
On apprend dans l'épisode 5 de la saison un que pendant sa jeunesse, son père Diego était alcoolique et très violent. Un soir, son père rentra ivre de son travail et frappa violemment Carlos, le soir de ses 5 ans. Sa mère Juanita n'eut pas d'autre choix que de le tuer.

## Histoire du personnage

### Saison 1
Carlos Solis est le premier mari de Gabrielle Solis. Sa famille et celle de son ex-épouse sont originaires du Mexique.  
Carlos est un homme d'affaires qui travaille dans la finance, très riche. Au cours de la saison, il a des démêlés avec la justice : accusé de fraude fiscale, d'abus de biens sociaux et d'esclavage sur des chaines de production, il se retrouve en prison.  
Carlos veut avoir une famille. Au cours de plusieurs épisodes durant la saison 1, il renouvelle son souhait d'avoir un enfant. Contre le gré de Gabrielle qui ne souhaite en aucun cas être enceinte, il trafique secrètement ses pilules contraceptives avec des médicaments placebo. 
Par la suite, il est emprisonné pendant huit mois après avoir été accusé de délit homophobe à la suite de l'agression de deux homosexuels (l'installateur du câble et Justin, le colocataire de John Rowland), qu'il pensait être les amants de Gabrielle.

### Saison 2
À la suite d'une chute dans l'escalier, Gabrielle perd son bébé et Carlos demande à un autre détenu d'aider Gabrielle à se sentir mieux après cette fausse couche. Plus tard, il rencontre Sœur Mary Bernard qui propose à Carlos de devenir croyant et pratiquant. Elle tente de le convaincre de divorcer de Gabrielle. Lors d'un voyage humanitaire au Botswana, Sœur Mary Bernard invite Carlos, mais une ruse de Gabrielle fait rater ce départ.
À la fin de la deuxième saison, Gabrielle croit Carlos mort après l'annonce d'un décès d'un homme d'une trentaine d'années latino mais elle découvre, en rentrant chez elle, qu'il s'agissait de Ralph, leur jardinier. Elle découvre aussi que Xiao-Mei, mère porteuse de leur enfant, et Carlos ont des relations sexuelles.

### Saison 3
Au début de la troisième saison, Gabrielle demanda à Carlos le divorce et alors qu'ils étaient à la fête du mariage de Bree et Orson Hodge, Xiao-Mei perdit les eaux. Le bébé se révéla être de couleur noire à la suite d'une erreur médicale. Le divorce prit des proportions énormes, chacun essaya d'énerver l'autre pendant que le divorce se soit prononcé jusqu'à ce que Carlos demanda à y mettre un terme, pendant la prise d'otages de Carolyn Bigsby, ce qu'accepta Gabrielle.
Carlos déménagea chez Mike Delfino, profitant de son amnésie pour se déclarer son meilleur ami pour commencer une nouvelle vie, faisant quelques rencontres bien que lui et Gabrielle éprouvent encore des sentiments l'un envers l'autre. Carlos emménagea finalement avec Edie Britt quand cette dernière accueillit son fils. Cette dernière, profitant du souhait de Carlos de devenir père, utilisa son fils comme appât sexuel. Ils décidèrent d'avoir un enfant à eux deux ; cependant, Eddie lui cacha qu'elle prenait des pilules contraceptives pour faire croire qu'ils échouèrent à chaque tentative. Néanmoins, durant le mariage de Gabrielle et Victor, Carlos se rendit compte du mensonge et romput avec Eddie.
Après la rupture, il rejoignit un salon pour y boire du champagne. Gabrielle, de son côté, remarqua que Victor s'était marié avec elle pour avoir l'électorat latino et rejoignit le salon pour, finalement, embrasser Carlos. Le soir-même, Eddie fit une fausse tentative de suicide, entourée de photos d'elle et Carlos.

### Saison 4
Dans la saison 4, Carlos sauve d'abord la vie d'Eddie qui voulait faire semblant de se suicider. Elle a lâché la chaise au moment où Carlos rentrait chez elle. Mais il partit et n'alla pas voir dans la chambre. C'est grâce à Madame McClusky qu'il vit Edie pendue. Ensuite, pour qu'il reste avec elle, elle le fit chanter en disant qu'elle a des preuves qu'il a un compte caché aux îles Caïman. Cela ne l'empêchera pas de passer du temps avec Gabrielle et ils redevinrent amants. Eddie s'en aperçut et Carlos décida de changer son compte. Eddie ne peut plus le retenir alors elle décide de tout dévoiler à Victor Lang, le mari de Gabrielle. Victor voulut alors se venger de Carlos. Après avoir organisé un voyage en bateau, Gabrielle le jeta deux fois à la mer et Carlos et Gabrielle nettoyèrent le bateau de leurs empreintes. Lorsqu'une tornade arriva à Wisteria Lane, Carlos rentra chez Gabrielle et découvrit Victor avec une arme. Une bagarre eut lieu entre les deux hommes et ils se retrouvèrent dehors sous la tempête. Victor tenta de tuer Carlos, mais fut transpercer par la planche d'une palissade et fut tué. Carlos, lui, n'a pas le temps de rentrer se mettre à l'abri et il fut assommé par une haie. Il devint aveugle à la suite de cette tornade et se remaria par la suite avec Gabrielle.

### Saison 5
Au début de la saison 5, 5 ans après la fin de la saison 4, Carlos est toujours aveugle, mais est devenu papa de deux filles, Juanita et Celia. Il est masseur au Country Club. Au cours de l'incendie d'un night club, il fait une mauvaise chute, mais les examens permettent de montrer qu'une opération lui redonnerait la vue. Il retrouve alors un emploi et un niveau de vie tel qu'était le sien auparavant.

### Saison 6
Carlos est désormais le patron de sa société, il a recruté Lynette au poste de vice-président. Mais celle-ci est enceinte, et lui cache sa future maternité pour avoir le poste. Quand celui-ci l'apprend, il tente de la muter en Floride, puis la pousse à démissionner. Ne la voyant pas partir, Carlos lui fait commettre une faute afin de la renvoyer. Il finira par se réconcilier avec elle. En effet, après que celle-ci eut sauvé la vie de sa fille, il lui accordera un congé maternité payé et embauchera Tom pour la remplacer jusqu'à l'accouchement.

### Saison 7
Son ami Jack lui apprend que sa fille a été échangée à la naissance avec une autre : en réalité, Juanita n'est pas sa fille biologique. Il décide de le cacher à Gaby, mais celle-ci finit par l'apprendre. Plus tard, il apprend que c'est Andrew Van De Kamp qui a tué sa mère. Il se dispute avec Bree, mais lui pardonne dans le dernier épisode où il tue le beau-père de Gaby, par accident. Son corps est mis dans une malle.

### Saison 8
Carlos déprime après l'opération de couverture du meurtre d'Alejandro. Il noie ses soucis dans l'alcool et va, à la suite d'un conseil d'un client, en cure de désintoxication. Mais le soir où le détective Vance meurt, il s'enfuit de l'établissement, va dans un bar, et, complètement ivre, va à la police et avoue par bribes le meurtre d'Alejandro .Mais à l'enterrement de Chuck Vance, Carlos remarque que les policiers le fixent étrangement, à cause de sa demi confession de la veille. Heureusement, Gabrielle arrive à rattraper le coup. 
À la fin de l'épisode 8.10, Carlos retourne en cure. Cinq épisodes plus tard, il revient chez lui mais a décidé, au grand dam de Gaby, de distribuer son argent gagné en embobinant les gens et de changer de métier. Gabrielle cherche donc un emploi, et ce n'est pas sans nous rappeler le pilote lorsque Gaby reçoit une promotion et laisse seul Carlos avec une jardinière sexy. L'affaire Alejandro se finit bien puisque Karen McCluskey en entend parler et se déclare la meurtrière au procès, à la surprise de tout le monde. Heureusement, car les choses allaient mal pour Bree et que Carlos était sur le point de se dénoncer. Plus tard, il aidera Gabrielle à faire son propre site de vêtements et ils emménageront dans une villa en Californie où ils pourront se disputer à leur aise.

## Après la série...
Carlos suivra sa femme dans ses projets professionnels et ils déménageront tous les deux en Californie.

## Anecdotes
- Ricardo Antonio Chavira faillit être remplacé par un autre acteur après le tournage du pilote.